# Авксентьева, Сардана Владимировна
Сарда́на Влади́мировна Авксе́нтьева (якут. Сардаана Владимир кыыһа Авксентьева, урождённая Гоголева; род. 2 июля 1970, с. Чурапча, Якутская АССР, РСФСР, СССР) — российский государственный и политический деятель. Депутат Государственной думы Федерального собрания Российской Федерации VIII созыва с 2021 года. Заместитель руководителя фракции партии «Новые люди» с 11 октября 2021 года.
Глава городского округа «Город Якутск» (17 сентября 2018 — 14 января 2021).
Из-за вторжения России на Украину находится под международными санкциями Евросоюза, США, Великобритании и ряда других стран.

## Образование
Окончила историко-юридический факультет Якутского государственного университета имени М. К. Аммосова по специальности «Преподаватель истории» в 1993 году, в 1998 году — Дальневосточную академию государственной службы по специальности «Государственное и муниципальное управление».

## Карьера
Трудовую деятельность начала в Октябрьском районном комитете ВЛКСМ города Якутска.
В 1993—1996 году работала специалистом отдела по делам молодёжи, физической культуры и спорта администрации города Якутска. В 1996 году перешла на работу в министерство по делам молодёжи, туризма, физической культуры и спорта Республики Саха (Якутия), работала главным специалистом, начальником отдела. С 1998 по 2000 год работала начальником отдела организационной и кадровой работы в Национальной вещательной компании «Саха».
В 2000 году Сардана Владимировна была назначена помощником депутата Государственной Думы РФ Виталия Николаевича Басыгысова. С 2004 по 2007 год работала заместителем генерального директора ОАО «Туймаада Даймонд».
С 2007 по 2012 год работала заместителем главы городского округа «Город Якутск» — руководителем аппарата администрации городского округа. Главой городского округа «город Якутск» был Юрий Заболев. В 2007 году он был выдвинут на пост мэра партией «Единая Россия». Сардана Владимировна сначала возглавила избирательный штаб провластного кандидата, а затем заняла пост первого заммэра.
С 2012 года — директор производственно-коммерческого комплекса «Аэроторгсервис» Акционерного общества «Аэропорт Якутск».
В сентябре 2018 года на всеобщих выборах была избрана главой городского округа «город Якутск» от РО ПП «Партия возрождения России» в РС(Я), при этом оставшись беспартийной. Одержала победу с результатом 39,98 %, опередив ближайшего соперника — представителя партии «Единая Россия», набравшего 31,70 % голосов избирателей. Сардана Владимировна стала первой женщиной, вступившей на пост мэра Якутска. В интервью для «Медузы» Авксентьева призналась, что решила попробовать силы с подачи представителя партии «Родина» Владимира Федорова, которого заставили отозвать свою кандидатуру. Основным спонсором избирательной кампании Сарданы была группа компаний «Утум» и её учредитель Василий Гоголев, ранее поддержавшие Владимира Федорова.
11 января 2021 года на своей странице в Instagram объявила о сложении полномочий мэра города по состоянию здоровья. Решение об отставке приняла Якутская городская дума на сессии 14 января. В СМИ неоднократно высказывалась точка зрения о том, что на Авксентьеву оказывалось административное давление, чтобы не допустить её выдвижения на выборах в Государственную думу осенью 2021 года. 27 января 2021 года Сардана Авксентьева сообщила в Instagram, что её выписали из онкологического стационара
4 июля 2021 на III съезде партии Новые люди Сардана Авксентьева выдвинута на выборы в Государственную думу, вторым номером в федеральном партийном списке, после лидера Алексея Нечаева.

## Деятельность на посту мэра Якутска
В первый год работы на посту для экономии бюджетных средств она выставила на торги служебные автомобили чиновников, отказала в финансировании из бюджета дорогостоящих мероприятий (например, постановки балета и показа шуб), урезала расходы на информационную деятельность, на внешние и общественные связи, на приём делегаций и командировки. Впоследствии парк внедорожников мэрия распродать так и не смогла.
Вместо портрета Владимира Путина Авксентьева повесила в рабочем кабинете фотографию, на которой народ празднует якутский праздник лета Ысыах.
В 2018 году после вступления в должность Авксентьева не стала членом «Единой России», хотя вступила в ряды её «сторонников». Свой поступок она объяснила так: «Я должна была дать понять, что Якутск не оппозиционный город и я не оппозиционный мэр».
В марте 2020 года в якутском пункте передержки животных произошёл инцидент с массовым умерщвлением животных, у которых, якобы, со слов Авксентьевой, было выявлено бешенство. Инцидент вызвал возмущение зоозащитников и травлю Сарданы в соцсетях. После этого случая Сардана предложила депутатам Городской думы Якутска ввести налог на владельцев домашних животных и направить собранные средства на отлов и стерилизацию бездомных животных, чтобы снизить нагрузку на бюджет. Авксентьева привела в пример страны Европы, где к животным «относятся как к предметам роскоши, и имеется соответствующее налогообложение».
В июле 2020 года Авксентьева проголосовала против поправок в Конституции и сначала не афишировала свой выбор. Однако в соцсетях стала распространяться фейковая фотография, на которой в бюллетене чиновницы кто-то пририсовал галочку в графе «за». На этот снимок пришлось отреагировать пресс-секретарю чиновницы Алексею Толстякову. Он опубликовал оригинал фотографии, на котором мэр проголосовала против. Позже мэр Якутска подтвердила, что проголосовала против поправок. В ноябре 2020 года заявила, что не поддерживает некоторые поправки в Конституцию, в том числе, «обнуление» сроков Владимира Путина.
В ноябре 2020 года Авксентьева в поиске денег для города инициировала продажу здания мэрии для пополнения бюджета и планировала разместить чиновников на окраине города. Заявление было воспринято неоднозначно. Большинство горожан восприняли идею в штыки, а политологи посчитали его пиар-ходом. Тогда же она сообщила об отказе чиновников от служебных машин и переходе на такси.
В январе 2021 года объявила о досрочной отставке по состоянию здоровья.

## В парламенте
На парламентских выборах 2021 года была избрана в парламент от партии «Новые люди» через партийный список. С 11 октября — заместитель руководителя фракции.
15 февраля 2022 года на сайте партии «Новые люди» появилось заявление Сарданы Авксентьевой о том, что партия выступает против войны, которое потом исчезло.
Выступала в поддержку вооружённого вторжения на Украину.
12 апреля 2023 г. оказалась одним из авторов поправок в закон «Об ответственном обращении с животными», предложив отменить несколько его положений (например разрешить регионам не работать по программе ОСВВ: отлов — стерилизация — вакцинация — возврат) и дать региональным властям право на эвтаназию безнадзорных. В числе оснований для умерщвления назывались: "агрессивность при отлове животного или его потомства", "отсутствие попыток съесть корм после отлова", "лай и направление к источнику резкого звука", "попытки вырваться из вольера", то есть, по сути естественные поведенческие реакции.
Перед внесением законопроекта провела в своем телеграм-канале голосование по вопросу о том, что делать со стаями бродячих собак. 54 % участников (всего проголосовало больше 10 тысяч) выступали за то, чтобы «дать людям в каждом регионе право решать, как поступать с бродячими стаями». 
Одними из первых реализацию закона начали в Бурятии: в конце ноября в регионе вышел приказ, разрешающий эвтаназию собаки «гуманными методами» через 30 дней после отлова, если за это время ей не нашли семью. В январе 2024 года на фоне сокращения финансирования в муниципальных приютах зоозащитниками были зафиксированы случаи умерщвления больных собак, которые могли выздороветь и отданы в частные руки. После этого волонтёры начали вывозить из муниципальных приютов собак в другие регионы, где ещё не были приняты аналогичные меры.
В 2024 году Конституционный Суд Российской Федерации по запросу ВС Бурятии запретил произвольно (то есть всех подряд, без особых оснований, просто по факту их существования) умерщвлять всех безнадзорных животных, и постановил, что произвольное умерщвление животных без владельца противоречит Конституции Российской Федерации и означает отказ органов публичной власти от исполнения своих функций. 
В 2023 г. была соавтором законопроекта о запрете смены пола.

## Санкции
25 февраля 2022 года, после признания Россией независимости ДНР и ЛНР, за «действия, дестабилизирующие Украину», была внесена в санкционный список Евросоюза; а 11 марта — в санкционный список Великобритании.
30 сентября 2022 года внесена в санкционный список Соединенных Штатов Америки «за аннексию Путиным регионов Украины» и одобрение закона о фейках.
24 февраля 2023 года попала в санкционный список Канады «соратников режима» так как «она голосовала за законодательство, связанное с вторжением и попыткой аннексии четырех регионов Украины».
По аналогичным причинам находится в санкционных списках Швейцарии, Австралии, Японии, Украины и Новой Зеландии.

## Отзывы
Работу Авксентьевой отметил влиятельный британский еженедельник The Economist. В статье от 9 ноября 2019 года, озаглавленной «The sudden popularity of a Russian mayor who lives modestly» (рус. «Внезапная популярность российского мэра, ведущего скромную жизнь»), отмечается нетипичный для России стиль руководства Авксентьевой и её популярность как в Якутии, так и за её пределами.
Глава Якутии Айсен Николаев отмечает, что Авксентьева «бессменно руководила избирательным штабом „Единой России“ в Якутске», и потому считает, что она не является оппозиционером. Также он считает, что она — «адекватный человек», с которым комфортно работать.
В сентябре 2020 года экс-сотрудница мэрии Якутска Светлана Алтабасова обвинила Авксентьеву в афере с продажей помещений в рамках программы распределения жилья. Изначально обвинения в мошенничестве были выдвинуты против самой Алтабасовой, но она заявила, что оказалась «жертвой хитрой схемы», созданной Авксентьевой. По словам бывшей сотрудницы мэрии, в результате Авксентьева и другие сотрудники администрации получили квартиры. На тот момент в администрации работал муж Авксентьевой. Впрочем сама Авксентьева отрицала все обвинения, заявив, что никакие квартиры ни она, ни супруг не получали.

## Награды
- Заслуженный работник народного хозяйства Республики Саха (Якутия) (2021)[72]
- Почётный гражданин Баягантайского наслега (2020)[73]

## Семья
Сардана Авксеньтева во втором браке с Виктором Авксентьевым. Супруги воспитали четверых детей. От первого брака с Александром есть старшая дочь Наталья. Муж Сарданы, Виктор Авксентьев — кандидат экономических наук и имеет три диплома о высшем образовании.